# Markuskirche (Ottakring)

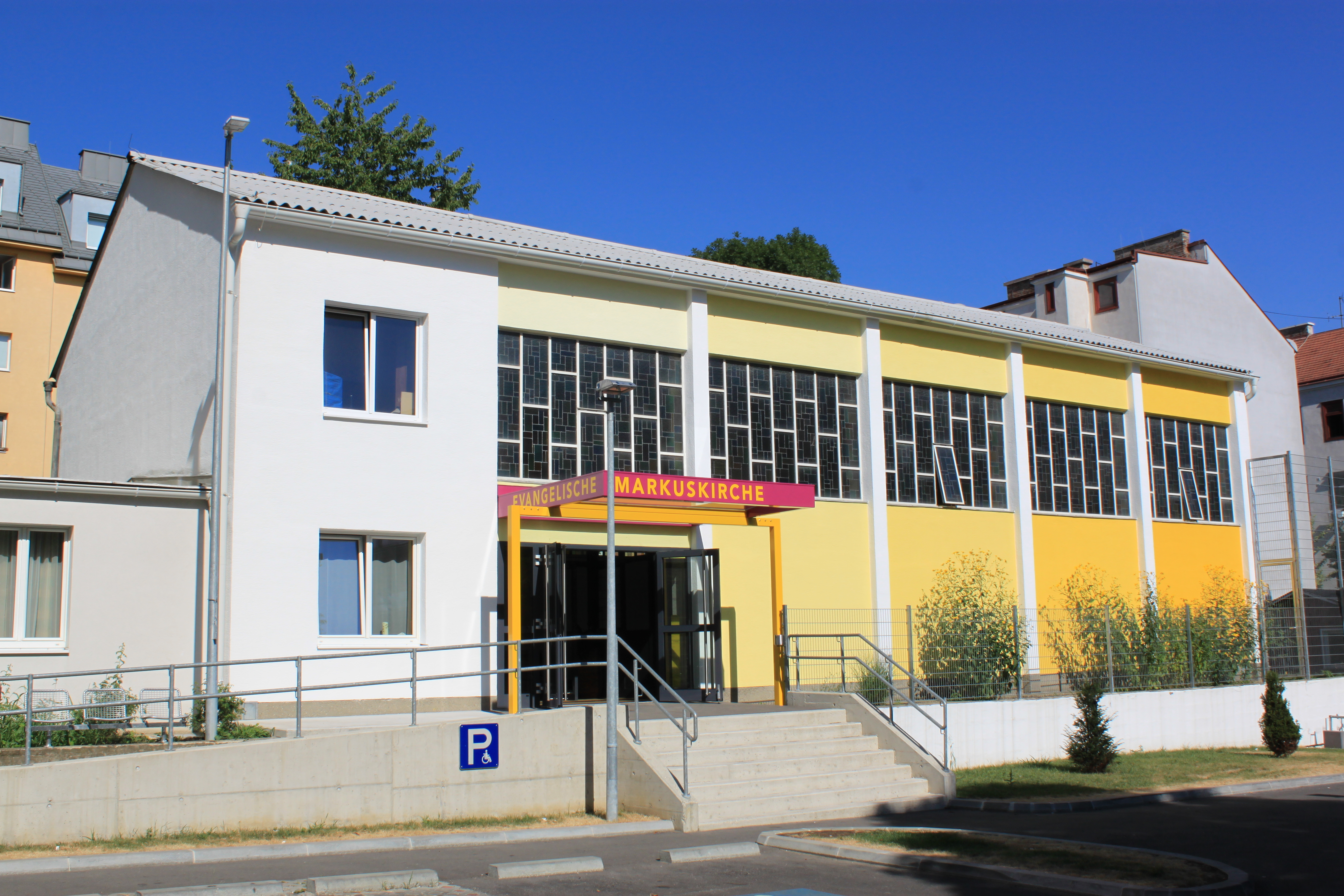
Markuskirche

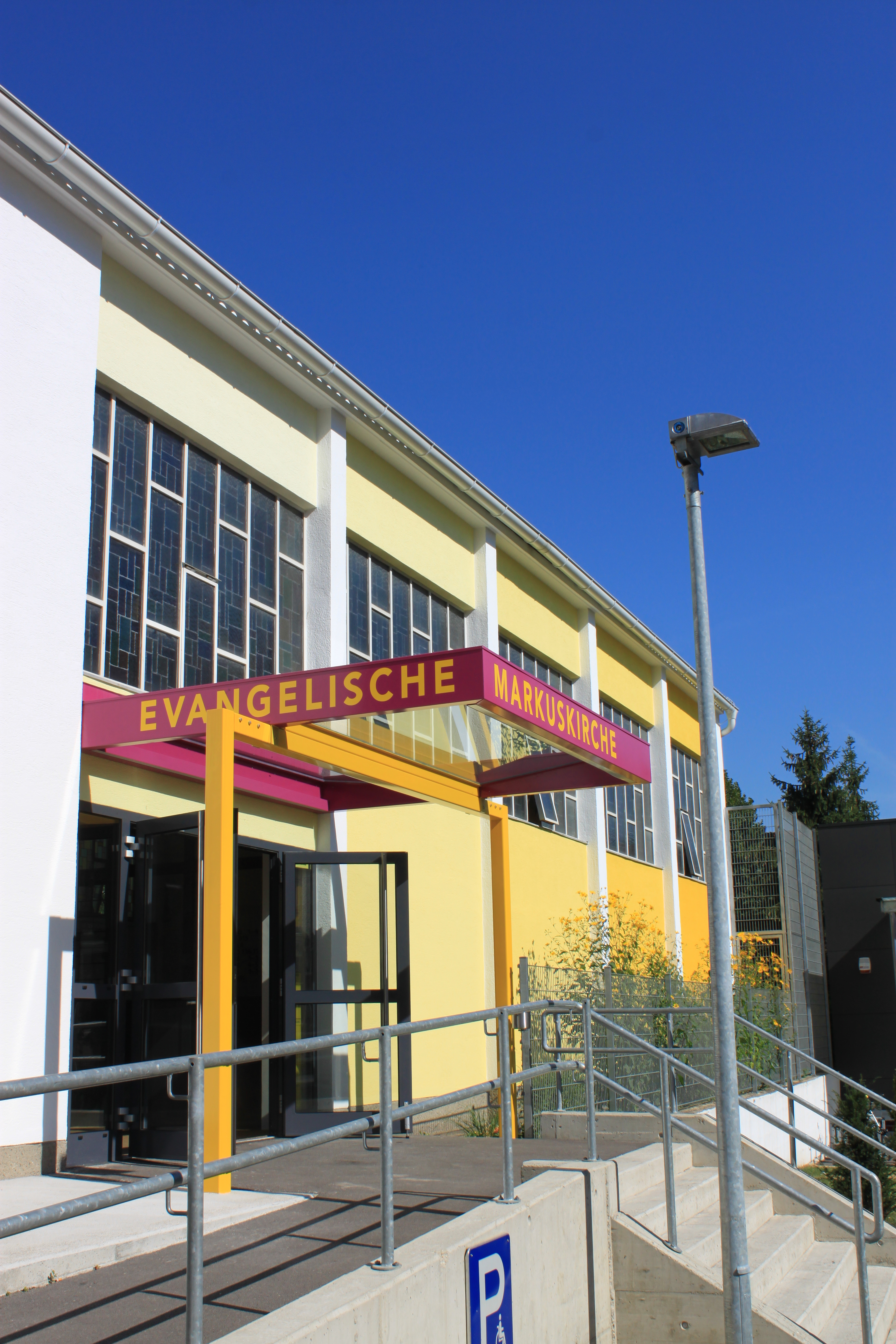
Portal der Markuskirche

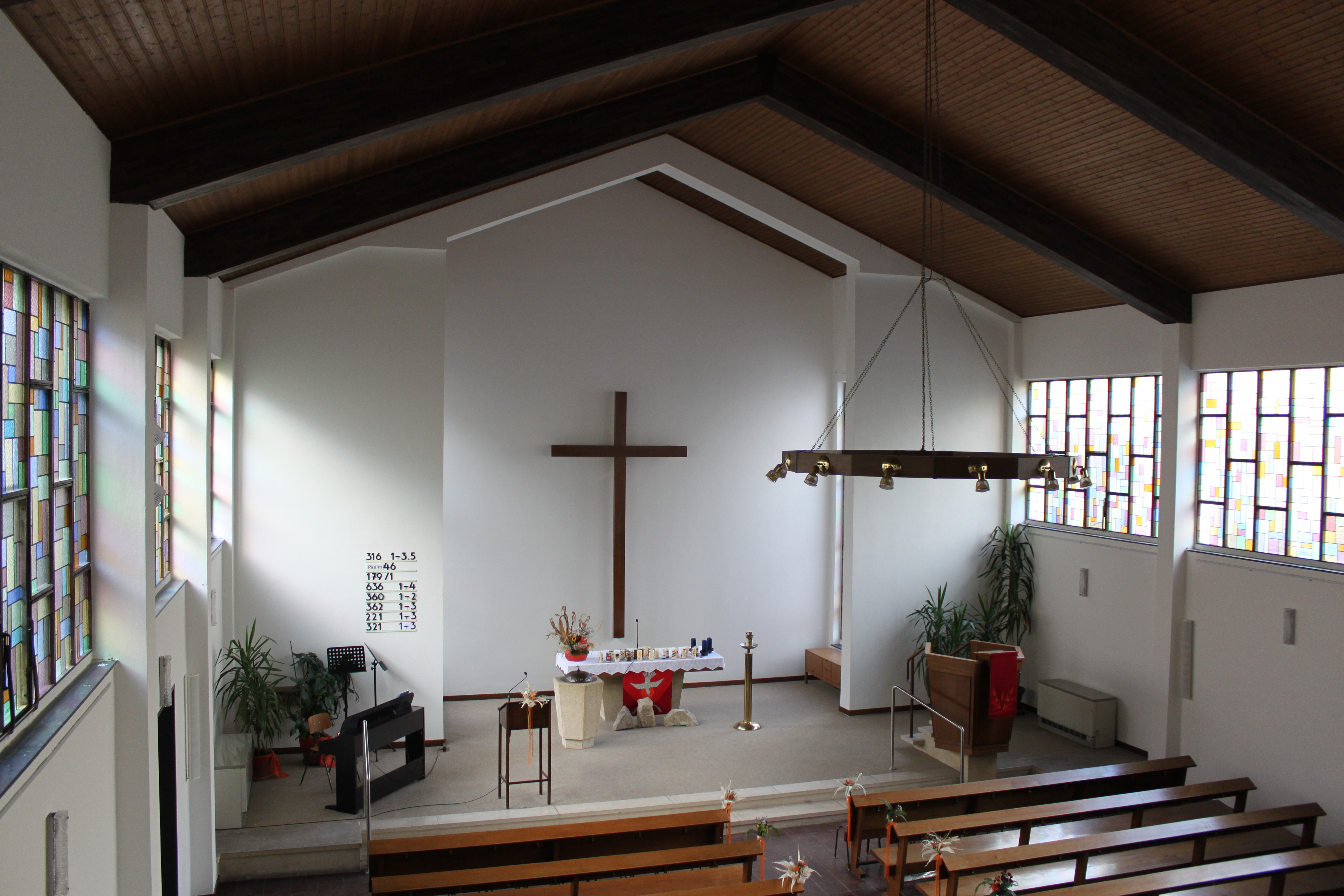
Innenraum der evangelischen Markuskirche

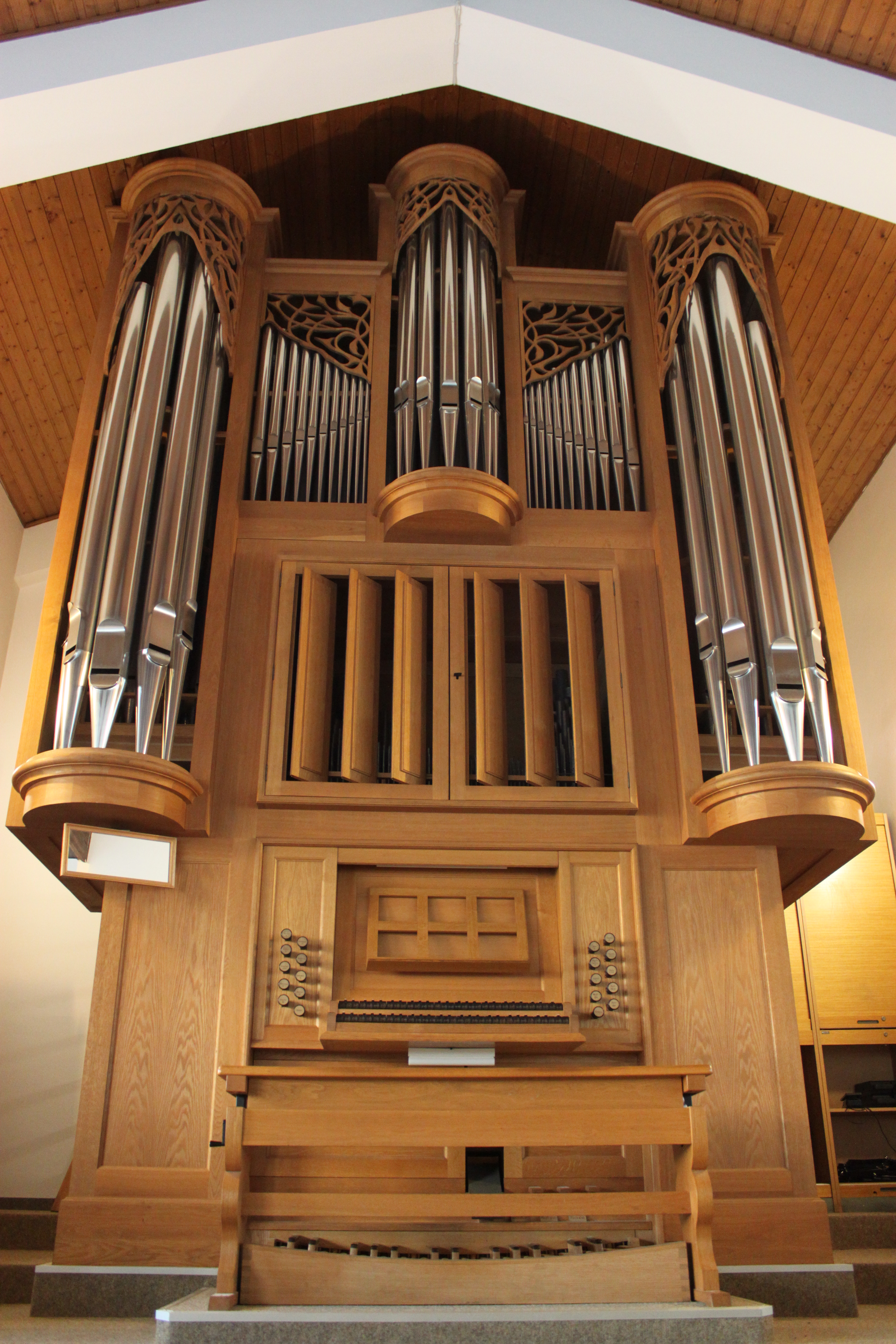
Orgel der Markuskirche

Die Markuskirche ist das Kirchengebäude der zur Superintendentur Wien der Evangelischen Kirche Augsburgischen Bekenntnisses in Österreich gehörenden Evangelischen Pfarrgemeinde A.B. Wien Ottakring. Sie befindet sich im 16. Wiener Gemeindebezirk Ottakring in der Thaliastraße 156 und ist die einzige evangelische Kirche des Bezirkes. Sie wurde in den Jahren 1964 bis 1968 nach Plänen des Architekten Rudolf Angelides errichtet.

## Geschichte

### Der Weg zur selbständigen Pfarrgemeinde
Gegen Ende des 19. Jahrhunderts umfasste die Evangelische Pfarrgemeinde Wien-Währing die Bezirke Ottakring, Hernals, Währing und Döbling, auf deren Gebiet 22.000 evangelische Christen des Augsburger Bekenntnisses lebten. Durch die große räumliche Ausdehnung des Pfarrgebiets war die seelsorgerische Arbeit sehr erschwert und aufgrund der Tatsache, dass die Gemeinde nur über eine einzige gottesdienstliche Stätte, die Lutherkirche in Währing verfügte, fanden viele Gemeindeglieder kaum mehr als einmal im Jahr den Weg in die Kirche. Dadurch beschränkte sich das kirchlich interessierte Leben bloß auf einen sehr kleinen Kreis.
Dies führte dazu, dass in Ottakring der Wunsch nach einem intensiveren Zusammenschluss der hier ansässigen Evangelischen erwachte, was sich in der Gründung sogenannter Tischgesellschaften und evangelischer Vereine niederschlug. Kurze Zeit nach dem Ersten Weltkrieg entstand der Gustav Adolf Ortsverein Ottakring-Neulerchenfeld, der seine Zusammenkünfte in einem Kaffeehaus abhielt, dessen Inhaber selbst evangelisch war. Die karitative Tätigkeit des Vereins unter den Armen wirkte sich positiv auf den Zusammenschluss der Evangelischen in Ottakring aus: So wurde der Ruf nach der Errichtung einer eigenen Predigtstelle beziehungsweise nach der Errichtung einer selbständigen Pfarrgemeinde laut.
Einen ersten Schritt auf dem Weg zur Schaffung einer solchen – in Ottakring lebten damals 5000 Lutheraner – stellte die Gründung eines Jugendkreises dar, der sein Heim in einer aufgelassenen Tischlerwerkstätte in der Paltaufgasse 24 bezog. Diese Jugendarbeit setzte auch gewisse Impulse auf das religiöse Leben der Erwachsenen, jedoch wurde bald durch die mangelnde Eignung der vorhandenen Räumlichkeiten – bewirkt durch feuchte Wände und dumpfe Luft – ein Umzug notwendig.
So wurde das Haus Haymerlegasse 31, das zuvor einen katholischen Kindergarten beherbergt hatte, zum neuen Zentrum im evangelischen Leben des Bezirks; dort war auch erstmals die Möglichkeit gegeben, regelmäßig Gottesdienste abzuhalten. Der Anschluss Österreichs an Hitler-Deutschland im Jahr 1938 bedeutete jedoch auch für die evangelische Aufbauarbeit in Ottakring einen herben Rückschlag – der Gottesdienstbesuch nahm jäh ab und das zuvor für die Betreuung Armer und Arbeitsloser errichtete Dr. Martin Luther Volksheim wurde von den nationalsozialistischen Machthabern beschlagnahmt. Am 12. März 1945 fielen schließlich die immer noch für Ottakring zuständige Lutherkirche in Währing sowie der Lutherhof einem Bombenangriff zum Opfer.
Trotz dieser Umstände begann unmittelbar nach dem Zweiten Weltkrieg der Missionar Johann Bechtloff, die seelsorgerische Arbeit in Ottakring wieder aufzunehmen und im Betsaal in der Haymerlegasse 31, der den Krieg unbeschadet überstanden hatte, regelmäßig Gottesdienste abzuhalten, die sich bald eines zahlreichen Besuchs erfreuten. Dies ließ neuerlich den Wunsch nach der Errichtung einer eigenen Pfarrgemeinde auf dem Gebiet des 16. Bezirks wach werden, was schließlich zu dem am 4. Dezember 1945 gefällten Beschluss führte, in Ottakring eine evangelische Pfarrgemeinde A.B. zu errichten.

### Der Weg zur eigenen Kirche
Im Jahr 1947 bildete sich nicht nur eine provisorische Gemeindevertretung, aus der das Presbyterium gewählt wurde, sondern auch die Wahl Leopold Gerhardingers zum ersten evangelischen Pfarrer von Ottakring wurde durchgeführt. Während dieser Zeit entstand ein reges Gemeindeleben mit verschiedensten Kreisen, es wurde auch notwendig, sonntäglich zusätzlich zum eigenen Kindergottesdienst zwei Hauptgottesdienste einzuführen. Dabei wurde der 110 Sitze zählende Saal in der Haymerlegasse 31 viel zu klein, sodass oft Gottesdienstbesucher mit einem Platz im Vorraum vorliebnehmen mussten.
Dies machte deutlich, dass es dringend notwendig war, eine eigene Kirche zu errichten – ein Baufonds wurde ins Leben gerufen, der es schließlich ermöglichte, am 27. Juli 1954 das Grundstück Thaliastraße 156 von Mathilde Binder, selbst ein Glied der Pfarrgemeinde Ottakring, zu erwerben. Da mitten in die Planungsarbeiten für die zu errichtende Kirche die Nachricht vom plötzlichen Ableben Pfarrer Gerhardingers nach einer Operation am 2. Jänner 1959 fiel, wurde der Pfarrer der einstigen Muttergemeinde Währing, Senior Jakob Wolfer, mit der Leitung der Gemeinde in Ottakring betraut, bis am 5. Jänner 1964 Stefan Ph. Heib in sein Amt als neuer Pfarrer von Ottakring eingeführt wurde.
Nach erfolgreicher Erledigung der notwendigen Vorbereitungen konnte am 1. März 1966 mit den Bauarbeiten am Haus Thaliastraße 156 begonnen sowie am 12. Juni 1966 der Grundstein zur Markuskirche gelegt werden. Am 30. November 1967 waren schließlich die Arbeiten an Wohnhaus und Kirche abgeschlossen, die Weihe der Markuskirche erfolgte am 4. Februar 1968.

### Von 1968 bis in die Gegenwart
Nach ihrer Fertigstellung erlebten die Markuskirche und die zugehörigen Gemeinderäumlichkeiten mehrere Umbauten. So wurde Mitte der 1980er Jahre die Decke der Kirche mit Holz verkleidet; Mitte der 2000er Jahre wurde nicht nur ein Raum zum Kindergottesdienstraum umgestaltet, sondern auch im Garten der Gemeinde eine Jugendhütte errichtet. Im Jahr 2009 wurden der Gemeindesaal und die WC-Anlagen saniert sowie der Eingangsbereich des Gemeindezentrums umgebaut und stufenfrei adaptiert. Außerdem wurde die Fassade des Wohnhauses Thaliastraße 156 neu gestaltet.
2011 wurde – nachdem das Nachbargrundstück eine neue Nutzung erhalten hatte – die bis dahin durch das Wohnhaus Thaliastraße 156 verborgene Kirche von einer öffentlichen Fläche aus sichtbar. In diesem Zusammenhang erhielt die Kirche 2012 einen auf dieses Grundstück führenden Eingang. Bei dieser Maßnahmen wurde die Kirche so umgestaltet, dass anschließend an den Eingang, der sich im hinteren Bereich derselben befindet, ein Windfang errichtet und die bis dahin äußerst kleine Orgelempore beträchtlich vergrößert wurde. Auch erhielt die Kirche eine neue Fassadengestaltung, die sich in verschiedenen Gelbtönen und der Farbe Weiß präsentiert.

## Architektur und Ausstattung
Die Kirche verfügt weder über einen Turm noch über Glocken und schließt an die Rückseite des Wohnhauses Thaliastraße 156 an, mit dem sie direkt verbunden ist. Ihr schlichter, saalartiger, rund 250 Personen fassender Innenraum ist gekennzeichnet durch ein großes, über dem Altar hängendes hölzernes Kreuz.
Über die Kirche hinaus stehen der Pfarrgemeinde im Erdgeschoß des Hauses Thaliastraße 156 weitere Räumlichkeiten zur Verfügung, die den Gemeindesaal, die Pfarrkanzlei, einen Kindergottesdienstraum und eine Sakristei umfassen.
Da das Kirchengebäude derzeit über keinen Glockenturm verfügt, hat die Markuskirche kein Geläut. Die Gemeinde beabsichtigt aber den Bau eines Glockenträgers mit einem zweistimmigen Glockengeläut.

## Orgel

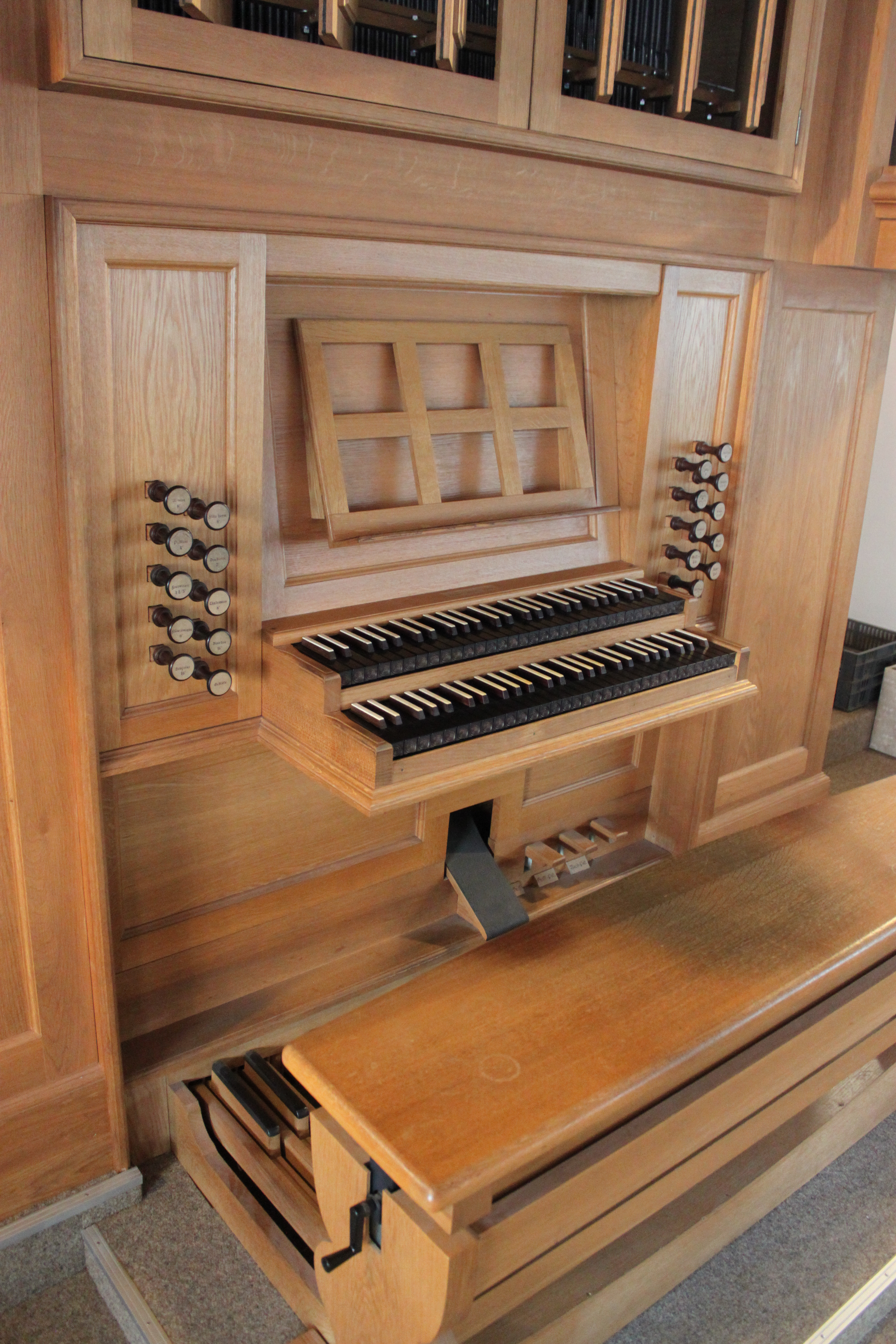
Spieltafel der Orgel der Markuskirche

Da 1981 die letzte Ratenzahlung des zur Errichtung der Kirche notwendigen Kredits fällig war, begann man bereits 1980 über die Anschaffung einer Orgel nachzudenken. Dabei kam man zum Schluss, dass selbige trotz der zu erwartenden eher kleinen Registerzahl eine Besonderheit in der Wiener Orgellandschaft darstellen müsse und sie sich abgesehen von der Orgelmusik der Barockmeister aus dem deutschen Sprachraum besonders zur Wiedergabe der französischen Barockorgelmusik eignen sollte. Darüber hinaus hielt man fest, dass die Orgel sowohl den gottesdienstlichen Erfordernissen entsprechen, sowie auch für Konzerte einsetzbar sein müsse. Im Zuge der Ausschreibung setzte sich der Linzer Orgelbauer Bruno Riedl durch, der 1985 ein 15 Register auf zwei Manualen und Pedal umfassendes Instrument errichtete.
Im Jahr 2007 führte Wolfgang Karner eine Generalüberholung der Orgel durch, in deren Rahmen auch einige Umbauten vorgenommen wurden, wie etwa die Absenkung der Pedalklaviatur, um das vorgesehene Normmaß zwischen dem ersten Manual und derselben zu erreichen.
Disposition:
| I. Grand Orgue C-g3 |       |
| Montre              | 8′    |
| Flûte harmonique    | 8′    |
| Prestant            | 4′    |
| Doublette           | 2′    |
| Fourniture          | 1 ⁄3′ |
| Chalumeau           | 8′    |

| II. Récit C-g3           |        |
| Bourdon                  | 8′     |
| Flûte                    | 4′     |
| Narzard [sic!]           | 2 ⁄3′  |
| Quarte de narzard [sic!] | 2′     |
| Tierce                   | 1 3⁄5′ |
| Cymbale                  | 1′     |

| Pédale C-f1   |     |
| Bourdon       | 16′ |
| Flûte conique | 8′  |
| Douçaine      | 16′ |

- Normalkoppeln: II/I, I/P, II/P
- Spielhilfen: Tremulant (auf das ganze Werk wirkend)